# Robert Whitehead
Robert Whitehead (Bolton, 3 gennaio 1823 – Shrivenham, 14 novembre 1905) è stato un inventore, ingegnere e imprenditore britannico.
Figlio di un operaio cotoniero, la sua celebrità è dovuta al suo lavoro nel settore dei siluri, che riuscì a rendere un'arma efficace.
Fino al 2015 è esistita un'azienda con il suo nome attiva nello sviluppo di siluri, erede di quella fondata nel 1858, la Whitehead Sistemi Subacquei (WASS), che ha fatto parte di Finmeccanica e dal 2016 è stata incorporata in Leonardo-Finmeccanica.

## Biografia

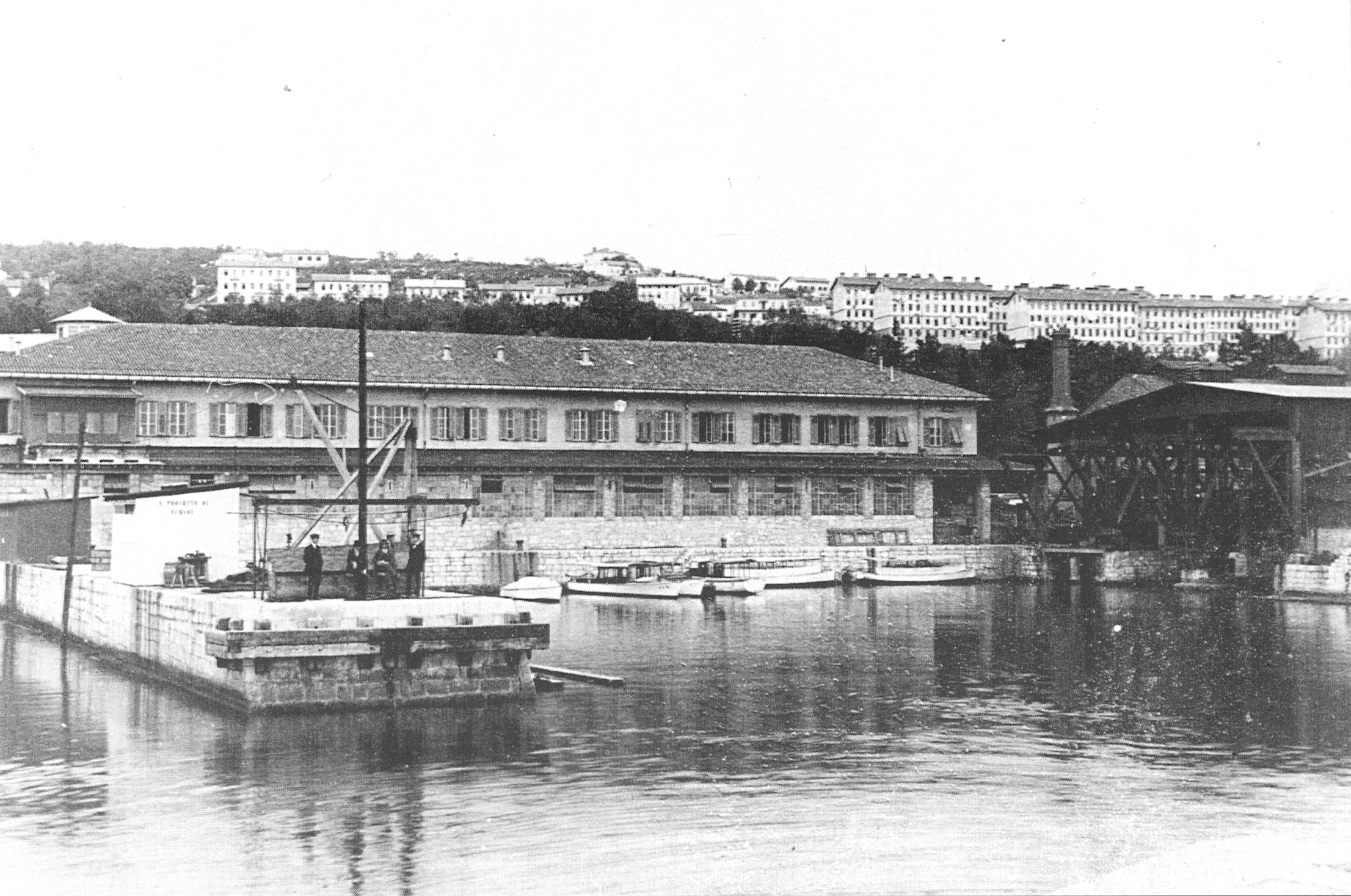
La fabbrica di siluri Whitehead a Fiume, nel 1910

Robert Whitehead fu un esperto ingegnere, nel periodo nel quale gli ingegneri britannici detenevano una posizione di predominio in Europa. Svolse i suoi studi all'Istituto di Meccanica di Manchester, poi accettò un lavoro nei cantieri navali a Tolone. In seguito accettò un lavoro come consulente a Milano, ma presto si spostò a Trieste, all'epoca parte dell'impero austro-ungarico.
Da lì, essendo stato notato il suo lavoro in campo siderurgico, venne contattato per assumere l'incarico di direttore nella Fonderia Metalli di Fiume. Più tardi, il nome della fabbrica verrà cambiato in Stabilimento Tecnico di Fiume, in cui venivano prodotti motori e caldaie a vapore tra i più moderni dell'epoca, che venivano installati sulle navi della Regia Imperiale Marina Austro-Ungarica.
A Fiume avviò una collaborazione con Giovanni Luppis, fiumano ed ufficiale della Marina Imperiale Austriaca. Nel 1873 lo Stabilimento Tecnico Fiumano dichiarò bancarotta e due anni dopo venne rilevato da Whitehead ed assunse la denominazione Torpedo Fabrik von Robert Whitehead prima vera fabbrica di siluri al mondo. L'azienda, che nel 1878 contava già 500 dipendenti vide aumentare in pochi anni il proprio personale, ampliando le proprie strutture diventando uno degli stabilimenti industriali più progrediti del suo tempo.
Nel 1905 l'azienda diventò Società per Azioni assumendo la denominazione Torpedo Fabrik Whitehead e Co. Geselleshaft. Nello stesso Whitehead morì e venne sepolto nella chiesa di San Nicola a Crawley, nel West Sussex; nel 1906 il gruppo Vickers-Armstrong Whitworth acquistò il pacchetto di maggioranza delle azioni.

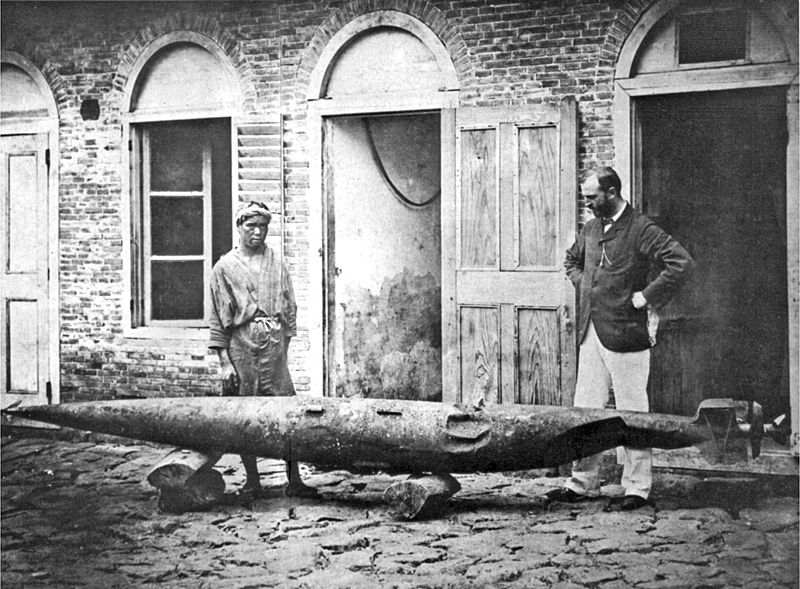
Robert Whitehead ed il figlio con un siluro di prova a Fiume nel 1875 circa

## Lo sviluppo dell'arma
In effetti, Luppis aveva già sviluppato un prototipo alimentato ad aria compressa e filoguidato, da usarsi come arma di difesa costiera contro navi che bloccassero un porto. Il problema era principalmente l'incapacità dell'arma di mantenere una profondità costante. Ma l'incontro favorì la nascita di importanti innovazioni tecniche che portarono il mezzo ad essere visionato dalle autorità austroungariche. Le prestazioni però non erano esaltanti, sia per gittata che per precisione, ciò nondimeno la marina considerò l'arma come promettente. Quando i primi esemplari operativi furono mostrati, il governo austroungarico però decise di non comprare il progetto in via esclusiva, e Whitehead avviò contatti anche con altri paesi, principalmente la Gran Bretagna. Questa creò una squadra di sviluppo che apportò nel tempo alcune significative innovazioni, come l'applicazione di un giroscopio per stabilizzare la traiettoria dell'arma.